# Roure del Blauet
El Roure del Blauet (Quercus x cerrioides) és un arbre que es troba en el cor del campus de la Universitat Autònoma de Barcelona i del Parc Tecnològic del Vallès (Bellaterra, Cerdanyola del Vallès, el Vallès Occidental).

## Dades descriptives
- Perímetre del tronc a 1,30 m: 3,20 m.
- Perímetre de la base del tronc: 3,83 m.
- Alçada: 24,34 m.
- Amplada de la capçada: 28,40 m.
- Altitud sobre el nivell del mar: 124 m.[1]

## Entorn
Es troba a l'extrem del campus de la UAB, a la part posterior de la vila, a la riba de la riera de Can Domènec. Probablement és el vestigi d'una antiga roureda actualment delmada, de la qual resta aquest roure i tres exemplars més de bona mida. El voreja una ben desenvolupada albereda, acompanyada d'arç blanc i om. És un hàbitat de rossinyol bord, pit-roig i merla.

## Aspecte general
Té un tronc cilíndric, molt proporcional, tot i que té una ferida a l'enforcadura que li fa plorar. La capçada, arrodonida, és de les més grans de tot Catalunya.

## Accés
Cal dirigir-se a la Universitat Autònoma de Barcelona per la B-30 i agafar la primera rotonda cap a l'esquerra, la qual ens portarà a la Facultat de Medicina i a Applus. Quan passem pel costat dels edificis d'Applus, veurem a l'esquerra un gran aparcament de terra, que fa de lateral de la carretera. En accedir-hi, veurem que cap a la meitat del revolt hi ha una pista forestal a l'esquerra que entra bosc endins, la qual haurem de seguir. Trobarem una pista que tomba cap a l'esquerra, però continuarem recte uns metres, fins a veure el roure, uns quants metres més endavant. GPS 31T 0425085 4594064. Coordenades UTM: 31T X0425186 Y4594254.